# ФК «Рапід» (Відень) у сезоні 1920—1921
Сезон ФК «Рапід» 1920–1921 — 23-й сезон австрійського футбольного клубу «Рапід». 

## Склад і статистика
| Нац.         | Ім’я               | Ліга     | Ліга     | Кубок    | Кубок    | Разом    | Разом    |          |          |          |          |          |          |          |
| Нац.         | Ім’я               | Матчі    | Голи     | Матчі    | Голи     | Матчі    | Голи     |          |          |          |          |          |          |          |
| Воротарі     | Воротарі           | Воротарі | Воротарі | Воротарі | Воротарі | Воротарі | Воротарі | Воротарі | Воротарі | Воротарі | Воротарі | Воротарі | Воротарі | Воротарі |
| ------------ | ------------------ | -------- | -------- | -------- | -------- | -------- | -------- | -------- | -------- | -------- | -------- | -------- | -------- | -------- |
| Австрія      | Антон Буйноч       |          |          | 1        |          | 1        |          |          |          |          |          |          |          |          |
| Австрія      | Август Краупар     | 21       |          | 1        |          | 22       |          |          |          |          |          |          |          |          |
| Австрія      | Юліус Томше        | 3        |          |          |          | 3        |          |          |          |          |          |          |          |          |
| Захисники    |                    |          |          |          |          |          |          |          |          |          |          |          |          |          |
| Австрія      | Ганс Вернер        | 1        |          |          |          | 1        |          |          |          |          |          |          |          |          |
| Австрія      | Вінценц Діттріх    | 21       |          | 2        |          | 23       |          |          |          |          |          |          |          |          |
| Австрія      | Ганс Гайгер        | 1        |          |          |          | 1        |          |          |          |          |          |          |          |          |
| Австрія      | Йоганн Найснер     | 2        |          |          |          | 2        |          |          |          |          |          |          |          |          |
| Австрія      | Франц Шедіви       | 5        |          |          |          | 5        |          |          |          |          |          |          |          |          |
| Австрія      | Франц Шлоссер      | 4        |          |          |          | 4        |          |          |          |          |          |          |          |          |
| Австрія      | Штефан Зудріч      | 3        |          | 1        |          | 4        |          |          |          |          |          |          |          |          |
| Півзахисники |                    |          |          |          |          |          |          |          |          |          |          |          |          |          |
| Австрія      | Ганс Берон         | 5        |          |          |          | 5        |          |          |          |          |          |          |          |          |
| Австрія      | Йозеф Брандштеттер | 24       |          | 2        |          | 26       |          |          |          |          |          |          |          |          |
| Австрія      | Йозеф Дворак       | 1        |          |          |          | 1        |          |          |          |          |          |          |          |          |
| Австрія      | Карл Клер          | 20       |          | 2        |          | 22       |          |          |          |          |          |          |          |          |
| Австрія      | Леопольд Ніч       | 23       |          | 2        |          | 25       |          |          |          |          |          |          |          |          |
| Нападники    |                    |          |          |          |          |          |          |          |          |          |          |          |          |          |
| Австрія      | Едуард Бауер       | 21       | 13       | 1        | 1        | 22       | 14       |          |          |          |          |          |          |          |
| Австрія      | Фердинанд Весели   | 7        | 1        | 1        |          | 8        | 1        |          |          |          |          |          |          |          |
| Австрія      | Густав Візер       | 5        | 4        |          |          | 5        | 4        |          |          |          |          |          |          |          |
| Австрія      | Леопольд Вітка     | 7        | 3        | 2        | 1        | 9        | 4        |          |          |          |          |          |          |          |
| Австрія      | Карл Вондрак       | 23       | 8        | 2        |          | 25       | 8        |          |          |          |          |          |          |          |
| Австрія      | Леопольд Грунвальд | 11       |          | 1        |          | 12       |          |          |          |          |          |          |          |          |
| Австрія      | Гайнріх Кернер     | 10       | 2        |          |          | 10       | 2        |          |          |          |          |          |          |          |
| Австрія      | Ріхард Кутан       | 24       | 19       | 2        | 2        | 26       | 21       |          |          |          |          |          |          |          |
| Австрія      | Йозеф Уріділь      | 22       | 35       | 2        |          | 24       | 35       |          |          |          |          |          |          |          |

## Чемпіонат Австрії
| 5.09.1920 | Герта (Відень) | 2:2 | «Рапід»         | Відень |  |
| |                |     | 31' 42' Уріділь |        |  |
| Рапід: Юліус Томше - Вінценц Діттріх, Леопольд Ніч - Карл Вондрак, Йозеф Брандштеттер, Леопольд Грюнвальд - Гайнріх Кернер, Йозеф Уріділь, Ріхард Кутан, Едуард Бауер, Густав Візер |                |     |                 |        |  |

| 12.09.1920 | Ваккер (Відень) | 3:3 | «Рапід»                         | Відень        |  |
| |                 |     | 35' Візер 49' Уріділь 63' Бауер | Глядачі: 5000 |  |
| Рапід: Юліус Томше - Вінценц Діттріх, Йоганн Найсйнер - Леопольд Ніч, Йозеф Брандштеттер, Леопольд Грунвальд - Гайнц Кернер, Йозеф Уріділь, Ріхард Кутан, Едуард Бауер, Густав Візер |                 |     |                                 |               |  |

| 19.09.1920 | Рудольфшюгель | 4:3 | «Рапід»                          | Відень                             |  |
| |               |     | 15' Кернер 35' Уріділь 59' Кутан | Стадіон: «Пфаррвізе» Глядачі: 9000 |  |
| Рапід: Юліус Томше - Вінценц Діттріх, Йоганн Найсйнер - Леопольд Ніч, Йозеф Брандштеттер, Леопольд Грунвальд - Гайнц Кернер, Йозеф Уріділь, Ріхард Кутан, Едуард Бауер, Канр Вондрак |               |     |                                  |                                    |  |

| 3.10.1920 | Зіммерингер | 1:2 | «Рапід»               | Відень |  |
| |             |     | 25' Візер 75' Уріділь |        |  |
| Рапід: Август Краупар - Вінценц Діттріх, Леопольд Ніч – Ганс Берон, Йозеф Брандштеттер, Леопольд Грунвальд - Карл Вондрак, Йозеф Уріділь, Ріхард Кутан, Едуард Бауер, Густав Візер |             |     |                       |        |  |

| 10.10.1920 | «Рапід»                                          | 6:0 | Вінер Шпорт-Клуб | Відень                             |  |
| | Уріділь 5' 76' Візер 43' 90' Кутан 45' Бауер 46' |     |                  | Стадіон: «Пфаррвізе» Глядачі: 6000 |  |
| Рапід: Август Краупар - Вінценц Діттріх, Леопольд Ніч - Карл Клер, Йозеф Брандштеттер, Ганс Берон - Карл Вондрак, Йозеф Уріділь, Ріхард Кутан, Едуард Бауер, Густав Візер |                                                  |     |                  |                                    |  |

| 24.10.1920 | «Рапід»     | 1:0 | Аматоре | Відень                               |  |
| | Уріділь 41' |     |         | Стадіон: «Пфаррвізе» Глядачі: 10 000 |  |
| Рапід: Август Краупар - Вінценц Діттріх, Леопольд Ніч - Карл Клер, Йозеф Брандштеттер, Ганс Берон - Карл Вондрак, Йозеф Уріділь, Ріхард Кутан, Едуард Бауер, Гайнріх Кернер Аматоре: Вальтер Йокль - Александер Попович, Альберт Гейкенвельдер - Отто Фухс, Єне Конрад, Карл Курц - Вільгельм Морокутті, Йозеф Трінкль, Кальман Конрад, Франц Гансль, Алоїз Шмідт |             |     |         |                                      |  |

| 14.11.1920 | Хакоах (Відень) | 1:1 | «Рапід»     | Відень                              |  |
| |                 |     | 60' Уріділь | Стадіон: «ФАК-Плац» Глядачі: 20 000 |  |
| Рапід: Август Краупар - Вінценц Діттріх, Леопольд Ніч - Карл Клер, Йозеф Брандштеттер, Ганс Берон - Карл Вондрак, Йозеф Уріділь, Ріхард Кутан, Едуард Бауер, Гайнріх Кернер |                 |     |             |                                     |  |

| 21.11.1920 | «Рапід»                                   | 4:2 | «Вінер АФ» | Відень                             |  |
| | Арменшбергер 38' (аг) Уріділь 39' 44' 87' |     |            | Стадіон: «Пфаррвізе» Глядачі: 3000 |  |
| Рапід: Август Краупар - Вінценц Діттріх, Леопольд Ніч - Карл Клер, Йозеф Брандштеттер, Леопольд Грунвальд - Карл Вондрак, Йозеф Уріділь, Ріхард Кутан, Едуард Бауер, Гайнріх Кернер |                                           |     |            |                                    |  |

| 28.11.1920 | «Рапід»                       | 4:1 | «Флорідсдорфер» | Відень                             |  |
| | Кутан 64' 68' 77' Вондрак 72' |     |                 | Стадіон: «Пфаррвізе» Глядачі: 2000 |  |
| Рапід: Август Краупар – Франц Шедіви, Леопольд Ніч - Карл Клер, Йозеф Брандштеттер, Йозеф Дворак - Карл Вондрак, Йозеф Уріділь, Ріхард Кутан, Леопольд Грунвальд, Гайнріх Кернер |                               |     |                 |                                    |  |

| 5.12.1920 | «Ферст Вієнна» | 2:8 | «Рапід»                                         | Відень                             |  |
| | Фрітум Кужель  |     | пен.' Вондрак 31' 36' Уріділь Кутан пен.' Бауер | Стадіон: «Пфаррвізе» Глядачі: 2000 |  |
| Вієнна: Франц Шуберт – Карл Тобіас, Йозеф Блум – Роберт Пещек, Франц Вебер, Роберт Сойферт – Карел Кужель, Алоїс Треммель, Фердінанд Фрітум, Франц Екль, Рудольф Едельбахер Рапід: Август Краупар – Франц Шедіви, Леопольд Ніч - Карл Клер, Йозеф Брандштеттер, Леопольд Грунвальд - Карл Вондрак, Йозеф Уріділь, Ріхард Кутан, Едуард Бауер, Гайнріх Кернер |                |     |                                                 |                                    |  |

| 12.12.1920 | «Рапід»                                     | 4:2 | «Адміра (Відень)»  | Відень                            |  |
| | Бауер 16' Уріділь 20' Вондрак 27' Кутан 68' |     | 22' Отт 71' Вейгль | Стадіон: «Пфаррвізе» Глядачі: 700 |  |
| Рапід: Август Краупар – Ганс Гайгер, Ганс Вернер - - Карл Клер, Йозеф Брандштеттер, Леопольд Ніч - Карл Вондрак, Йозеф Уріділь, Ріхард Кутан, Едуард Бауер, Леопольд Грунвальд Адміра: Фрідріх Візер – Георг Воці, Віктор Цінак – Франц Бланка, Готтфрід Бланка, Вільгельм Фюрлінгер – Йоганн Сколаут, Отт, Йоганн Кліма, Вейль, Франц Фіала |                                             |     |                    |                                   |  |

| 2.01.1921 | «Вінер АК» | 0:9 | «Рапід»                                                                            | Відень          |  |
|           |            |     | 7' Кернер 9' Уріділь 29' 52' 72' (пен.) Кутан 47' 87' (пен.) 89' Бауер 75' Вондрак | Глядачі: 18 000 |  |
|           |            |     |                                                                                    |                 |  |

| 20.02.1921                                                                                             | «Рапід»     | 1:0 | «Хакоах (Відень)» | Відень                               |  |
| | Вондрак 31' |     |                   | Стадіон: «Пфаррвізе» Глядачі: 12 000 |  |
| Рапід: Краупар – Діттріх, Ніч – Клер, Брандштеттер, Грунвальд – Вондрак, Уріділь, Кутан, Бауер, Кернер |             |     |                   |                                      |  |

| 06.03.1921 | «Адміра»  | 1:3 | «Рапід»                         | Відень        |  |
| | Кліма 84' |     | 34' Уріділь 36' Вітка 40' Кутан | Глядачі: 3500 |  |
| Адміра: Візер – Цігак, Воци – Ф.Бланка, Г.Бланка, Фюрлінгер – Й.Сколаут, Кліма, Бояновський, Вейгль, Фіала Рапід: Краупар – Діттріх, Зудріч – Клер, Брандштеттер, Грунвальд – Вондрак, Уріділь, Кутан, Вітка, Весели |           |     |                                 |               |  |

| 13.03.1921                                                                                          | «Флорідсдорфер» | 3:3 | «Рапід»                        | Відень                              |  |
| |                 |     | 44' Бауер 78' Кутан 85' Весели | Стадіон: «ФАК-Плац» Глядачі: 15 000 |  |
| Рапід: Краупар – Діттріх, Зудріч – Клер, Брандштеттер, Ніч – Вондрак, Уріділь, Кутан, Вітка, Весели |                 |     |                                |                                     |  |

| 20.03.1921                                                                                          | «Вінер АФ» | 1:3 | «Рапід»     | Відень        |  |
| |            |     | Кутан Вітка | Глядачі: 5000 |  |
| Рапід: Краупар – Діттріх, Шедіви – Клер, Брандштеттер, Ніч – Вондрак, Уріділь, Кутан, Вітка, Весели |            |     |             |               |  |

| 3.04.1921                                                                                             | «Рапід»                                       | 5:3 | «Зіммерингер» | Відень                               |  |
| | Бауер 43' 74' Кутан 44' Уріділь 79' Вітка 81' |     |               | Стадіон: «Пфаррвізе» Глядачі: 10 000 |  |
| Рапід: Краупар – Діттріх, Ніч – Клер, Брандштеттер, Грунвальд – Вондрак, Уріділь, Кутан, Бауер, Вітка |                                               |     |               |                                      |  |

| 10.04.1921                                                                                          | «Рапід»                            | 7:5 | «Вінер АК» | Відень                             |  |
| | Уріділь 8' 20' 55' 67' 72' 77' 89' |     |            | Стадіон: «Пфаррвізе» Глядачі: 4000 |  |
| Рапід: Краупар – Діттріх, Зудріч – Клер, Брандштеттер, Ніч – Вондрак, Уріділь, Кутан, Бауер, Весели |                                    |     |            |                                    |  |

| 14.05.1921                                                                                         | «Рапід»         | 2:2 | «Зіммерингер» | Відень                               |  |
| | Уріділь 12' 36' |     |               | Стадіон: «Пфаррвізе» Глядачі: 15 000 |  |
| Рапід: Краупар – Діттріх, Шедіви – Клер, Брандштеттер, Ніч – Вондрак, Уріділь, Кутан, Бауер, Вітка |                 |     |               |                                      |  |

| 22.05.1921                                                                                          | «Вінер Шпорт-Клуб» | 2:3 | «Рапід»                   | Відень               |  |
| |                    |     | 31' Уріділь Вондрак Кутан | Стадіон: «Пфаррвізе» |  |
| Рапід: Краупар – Діттріх, Шлоссер – Клер, Брандштеттер, Ніч – Вондрак, Уріділь, Кутан, Бауер, Вітка |                    |     |                           |                      |  |

| 29.05.1921 | «Рапід»                   | 3:2 | «Ферст Вієнна»      | Відень                               |  |
| | Кутан 28' 42' Вондрак 71' |     | 14' Фрітум 52' Екль | Стадіон: «Пфаррвізе» Глядачі: 10 000 |  |
| Рапід: Краупар – Діттріх, Шлоссер – Клер, Брандштеттер, Ніч – Вондрак, Уріділь, Кутан, Бауер, Вітка Вієнна: Прогазка – Каргль, Блум – Треммель, Черенка, Курц – Кужель, Сойферт, Фрітум, Валльнер, Екль |                           |     |                     |                                      |  |

| 15.06.1921                                                                                           | «Рапід»                      | 4:0 | «Ваккер» | Відень                             |  |
| | Бауер 1' 20' Уріділь 65' 85' |     |          | Стадіон: «Пфаррвізе» Глядачі: 5000 |  |
| Рапід: Краупар – Діттріх, Шлоссер – Клер, Брандштеттер, Ніч – Вондрак, Уріділь, Кутан, Бауер, Весели |                              |     |          |                                    |  |

| 26.06.1921                                                                                          | «Рапід»               | 4:1 | «Герта» | Відень                             |  |
| | Уріділь Вондрак Кутан |     |         | Стадіон: «Пфаррвізе» Глядачі: 8000 |  |
| Рапід: Краупар – Діттріх, Шедіви – Клер, Брандштеттер, Ніч – Вондрак, Уріділь, Кутан, Бауер, Весели |                       |     |         |                                    |  |

| 29.06.1921 | «Аматоре»    | 1:1 | «Рапід»     | Відень                         |  |
| | К.Конрад 31' |     | 71' Уріділь | Стадіон: «Спортплац Зіммерінг» |  |
| Аматоре: Вальтер Йокль - Александер Попович, Альберт Гейкенвельдер - Карл Геєр, Єне Конрад, Отто Фухс – Гуго Вецера, Франц Гансль, Кальман Конрад, Вільгельм Морокутті, Фрідріх Кек Рапід: Август Краупар - Вінценц Діттріх, Леопольд Ніч - Карл Клер, Йозеф Брандштеттер, Ганс Берон - Карл Вондрак, Йозеф Уріділь, Ріхард Кутан, Едуард Бауер, Гайнріх Кернер |              |     |             |                                |  |

### Підсумкова турнірна таблиця
|    | Клуб             | І  | В  | Н | П  | МЗ | МП | Очк |
| -- | ---------------- | -- | -- | - | -- | -- | -- | --- |
| 1  | Рапід (Відень)   | 24 | 17 | 6 | 1  | 86 | 39 | 40  |
| 2  | Вінер-Аматор     | 24 | 15 | 4 | 5  | 66 | 30 | 34  |
| 3  | Рудольфшюгель    | 24 | 9  | 8 | 7  | 44 | 41 | 26  |
| 4  | Хакоах (Відень)  | 24 | 9  | 6 | 9  | 34 | 28 | 24  |
| 5  | Герта (Відень)   | 24 | 8  | 8 | 8  | 44 | 41 | 24  |
| 6  | Вінер АФ         | 24 | 8  | 8 | 8  | 37 | 36 | 24  |
| 7  | Вінер Шпорт-Клуб | 24 | 8  | 6 | 10 | 41 | 42 | 22  |
| 8  | Флорідсдорфер    | 24 | 7  | 8 | 9  | 44 | 47 | 22  |
| 9  | Зіммерингер      | 24 | 8  | 5 | 11 | 38 | 56 | 21  |
| 10 | Ферст Вієнна     | 24 | 7  | 7 | 10 | 33 | 47 | 21  |
| 11 | Ваккер (Відень)  | 24 | 6  | 8 | 10 | 27 | 41 | 20  |
| 12 | Адміра (Відень)  | 24 | 6  | 5 | 13 | 40 | 56 | 17  |
| 13 | Вінер АК         | 24 | 6  | 5 | 13 | 37 | 67 | 17  |

## Кубок Австрії
| 1 раунд 27.02.1920 | «Рапід»           | 3:3      | «Аматоре»              | Відень                               |  |
| | Вітка Кутан Бауер | протокол | Гансль К.Конрад Святош | Стадіон: «Пфаррвізе» Глядачі: 15 000 |  |
| Рапід: Август Краупар - Вінценц Діттріх, Леопольд Ніч - Карл Клер, Йозеф Брандштеттер, Леопольд Грунвальд - Карл Вондрак, Лепольд Вітка, Йозеф Уріділь, Ріхард Кутан, Едуард Бауер Аматоре: Вальтер Йокль - Александер Попович, Альберт Гейкенвельдер, - Карл Геєр, Єне Конрад, Отто Фухс - Вільгельм Морокутті, Кальман Конрад, Франц Гансль, Фердінанд Сватош, Фрідріх Кек |                   |          |                        |                                      |  |

| 1 раунд, перегравання 9.03.1920 | «Рапід»  | 1:2      | «Аматоре»               | Відень                               |  |
| | Кутан 8' | протокол | 7' Гансль 48' Морокутті | Стадіон: «Пфаррвізе» Глядачі: 12 000 |  |
| Рапід: Антон Буйноч - Вінценц Діттріх, Штефан Зудріч - Карл Клер, Йозеф Брандштеттер, Леопольд Ніч - Карл Вондрак, Йозеф Уріділь, Ріхард Кутан, Лепольд Вітка, Фердинанд Весели Аматоре: Вальтер Йокль - Александер Попович, Альберт Гейкенвельдер, - Карл Геєр, Єне Конрад, Отто Фухс - Вільгельм Морокутті, Богнер, Франц Гансль, Фердінанд Сватош, Фрідріх Кек |          |          |                         |                                      |  |